# Badajoz
 Ikke at forveksle med Badajoz (provins).
Badajoz er en by i regionen Extremadura i det vestlige Spanien, med 150.570(2024) indbyggere. Byen ligger ved bredde af floden Guadiana, tæt ved grænsen til nabolandet Portugal.
Badajoz blev grundlagt i år 875.
- Wikimedia Commons har flere filer relateret til Badajoz

38°52′N 6°58′V / 38.867°N 6.967°V